# Tschandala
Tschandala, nom complet original Tschandala: berättelse från 1600-talet (Tschandala : histoire du XVIIe siècle), est une nouvelle historique ou un court roman d'August Strindberg, publiée pour la première fois en traduction danoise par Peter Nansen en 1889 et en suédois en 1897 (retraduite lorsque le manuscrit original a disparu).

## Contenu
Tschandala est une histoire aux traits nietzschéens sur un surhomme et un sous-homme et sur le savant maître Törner et le « tattar (gitan) (sv) » Jensen qui forge des complots contre lui. 
Le mot « chandala » provient du livre de Nietzsche L'Antéchrist et désigne aussi une très basse caste en Inde, avec cependant une orthographe différente, « chandala ».

## Inspiration
Strindberg a été inspiré par l'histoire quand lui et sa famille ont loué un appartement au château Skovlyst datant du XVIIIe siècle à Holte, au Danemark, en mai-septembre 1888. Il y est entré en conflit avec le gérant de la propriété, Ludvig Hansen qui a annoncé que Strindberg avait eu des relations sexuelles avec sa demi-sœur, Martha Magdalene Hansen, alors âgée de 16 ans. Strindberg, à son tour, a dénoncé le syndic pour vol, mais a quitté le pays lorsqu'il a été convoqué au tribunal. L'acte d'accusation a été abandonné,,.